# Helen Robertson
Helen Robertson – nowozelandzka judoczka.
Startowała w Pucharze Świata w 2009. Brązowa medalistka mistrzostw Oceanii w 2002 i 2004. Mistrzyni kraju w 2007, 2008 i 2009 roku.